# Feelin' the Spirit
Feelin' the Spirit è un album di Grant Green, pubblicato dalla Blue Note Records nell'ottobre del 1963.

## Tracce
Lato A
1. Just a Closer Walk with Thee – 7:25 (Pubblico dominio)
2. Joshua Fit De Battle Ob Jericho – 8:00 (Pubblico dominio)
3. Nobody Knows the Trouble I've Seen – 6:05 (Pubblico dominio)

Durata totale: 21:30
Lato B
1. Go Down Moses – 7:25 (Pubblico dominio)
2. Sometimes I Feel Like a Motherless Child – 9:00 (Pubblico dominio)

Durata totale: 16:25
Edizione CD del 1987, pubblicato dalla Blue Note Records (CDP 7 46822 2)
1. Just a Closer Walk with Thee – 7:25 (Pubblico dominio)
2. Joshua Fit De Battle Ob Jericho – 8:00 (Pubblico dominio)
3. Nobody Knows the Trouble I've Seen – 6:05 (Pubblico dominio)
4. Go Down – 7:25 (Pubblico dominio)
5. Sometimes I Feel Like a Motherless Child – 9:00 (Pubblico dominio)
6. Deep River – 8:53 (Harry T. Burleigh) – Bonus Track

Durata totale: 46:48
- Il titolo del brano A2 / #2 è riportato come indicato sull'ellepì (e CD), probabilmente il titolo esatto è Joshua Fit the Battle of Jericho.

## Musicisti
- Grant Green - chitarra
- Herbie Hancock - pianoforte
- Butch Warren - contrabbasso
- Billy Higgins - batteria
- Garvin Masseaux - tamburello (eccetto nei brani: Sometimes I Feel Like a Motherless Child e Deep River)